# Острів непотрібних людей
«Острів непотрібних людей» — російсько-український драматичний телесеріал. Прем'єра — 19 березня 2012 року на телеканалі «Росія 1».

## Сюжет
13 осіб потрапляють на безлюдний острів, завдяки вирішили позбутися від них рідним, колегам, друзям. Спочатку цей круїз запланував великий бізнесмен Андрій Каморін (Дмитро Ульянов), щоб позбутися від дружини. Але за збігом обставин, він стає 13-ю непотрібною світу людиною, тому що все спочатку пішло не за планом.

## В ролях
- Дмитро Ульянов — Андрій Сергійович Каморін, бізнесмен, глава будівельної корпорації, чоловік Лізи
- Ельвіра Болгова — Єлизавета Андріївна Каморіна, дружина Каморіна
- Олександр Панкратов-Чорний — Альберт Миколайович Биков
- Неллі Пшоняна — Александріна Михайлівна, екстрасенс
- Сергій Чирков — Паша, син багатих батьків, відомих і успішних акторів Волжанських
- Катерина Стулова — Ліда, гувернантка Волжанських, піклується про Пашу, симпатизує батькові Каті - Вадиму.
- Костянтин Милованов — Вадим, картограф
- Галина Звягінцева — Катя, дочка Вадима
- Андрій Харитонов — Костянтин Єлізарович Волжанський, відомий артист, батько Паші
- Наталія Васько — Софія Улянівна Волжанська, актриса, мати Паші
- Ігор Воробйов — Петро Петрович Жуков, фермер
- Людмила Степченкова — Марія Іванівна Жукова, дружина фермера
- Олександр Робак — Савелій Тимофійович Рибаков, депутат, лідер Народно-демократичної партії Росії
- Максим Лагашкін — Геннадій Борисович Биков, заступник Каморіна, прийомний син Альберта
- Павло Трубінер — найманий вбивця «Коклюш» (Едуард Вікторович)
- Юлія Силаєва — Вероніка Андріївна Пономарьова, директор інституту лінгвістики
- Софія Письман — Віра Олександрівна, дружина Альберта Бикова, мати Гени
- Дмитро Суржиков — Вадим Олексійович Прозоров, помічник депутата Рибакова
- Заза Чантурія — Вахтанг Георгійович, заступник Вероніки
- Равшана Куркова — Неллі Михайлівна Сафронова, коханка Каморіна
- Дмитро Гаврилов — Юрій Олексійович Хлинов, онук Александріни
- Дмитро Сова — Василь, син Жукових
- Вікторія Токманенко — Алла, невістка Жукових
- Людмила Загорська — Ніна, дружина Вадима
- Юлія Жигаліна — Ганна
- Наталія Бурмістрова — Зоя Сергіївна, вчителька, фіктивна дружина Рибакова
- Євген Пашин — Олег Семенович Рясін, слідчий ФСБ
- Сураттагрон Суксавет — Чуньо, поліцейський
- Бунма Лампхон — китаєць («Конфуцій»)
- Сонгкрот Мичайо — пірат Тхе
- Марія Курденевич — Крістіна
- Сергій Калантай — батько Христини
- Діана Мала — мати Христини
- Ніна Антонова — баба Капа
- Сергій Романюк — Тихонич
- Олексій Вертинський — психіатр

## Персонажі
- Ліза (Ельвіра Болгова). Щоб заволодіти спільним бізнесом і піти до коханки і позашлюбного сина чоловік Андрій відправляє її на безлюдний острів.
- Александріна (Неллі Пшенна). Ясновидиця, яка потрапила на острів через онука, який вирішив позбутися від родички і заволодіти квартирою.
- Альберт Миколайович (Олександр Панкратов-Чорний). Вітчим Геннадія — напарника Андрія по бізнесу. Полковник ЗС СРСР у відставці, ветеран війни в Афганістані. Змучив матір Геннадія алкоголізмом і «п'яними концертами». Таким чином Гена вирішив позбутися «батька».[2].
- Вадим (Костянтин Милованов). Картографа разом з донькою Катею відправили у відпустку друга дружина і падчерка, вони розраховують продати його квартиру в Москві.
- Паша (Сергій Чирков). Підліток через внутрішні сімейні конфлікти почав прикидатися, що страждає аутизмом. Батьки, відомі актори Волжанські, вирішили позбавитися від нього, вважаючи, що він невиліковно хворий.
- Катя (Галина Звягінцева). В круїз відправлена мачухою, як доважок до батька-невдахи Вадима.
- Лідочка (Катерина Стулова). Няня Павла. Батьки підлітка відправили її «в навантаження». Симпатизує Вадиму.
- Вероніка (Юлія Силаєва). Професор, очолює НДІ. «Заслана» на острів своїм заступником, який замутив аферу з отриманням інститутом урядового гранту.
- Коклюш (Павло Трубінер). Путівку в круїз йому купила дружина депутата, найнявши його як кілера для вбивства обридлого чоловіка.
- Савелій Тимофійович (Олександр Робак). Депутата Держдуми в круїз відправив заступник, щоб стати керівником партії.
- Марія (Людмила Степченкова) і Петро (Ігор Воробйов). Раніше були фермерами. Коли бізнес розвалився, переїхали жити до сина, що дуже не сподобалося їх невістці, яка і відправила їх у фатальний круїз.
- Андрій (Дмитро Ульянов). З круїзу планував повернутися один. Але хтось вирішив позбутися від нього і його дружини Лізи. Ось так бізнесмен Андрій став 13-м на острові непотрібних людей.

## Цікаві факти
- Міські зйомки велися в місті Києві.
- «Острів непотрібних людей» — один з найдорожчих і довгострокових проектів Star Media, — розповідає продюсер проекту Влад Ряшин. — Підготовка і зйомки в цілому зайняли більше двох років, але робота того варта. Серіал вже показав дуже високі рейтинги в Казахстані і в Україні, де глядачі побачили його першими. Роботу над серіалом компанія Star Media розпочала у вересні 2009 року. Після того як підготовчий період був завершений, з березня 2010 року почалася багатомісячна творче відрядження кіногрупи в Таїланд, де проходила основна частина знімального процесу, а потім команда «Острова непотрібних людей» перемістилася в Україну для зйомки залишилися епізодів, що тривала до травня 2011 року.
- У Таїланді зйомки проходили в провінції Районг. Тут, на березі Сіамської затоки, в оточенні пальмових гаїв і тропічних лісів, знімальна група провела майже цілий рік. Провінція Районг розташована в декількох годинах їзди від знаменитого курорту Паттая. Але і тут через велику кількість туристів знайти справжні «безлюдні» місця виявилося дуже складно.[3]
- У Таїланді місця зйомок перед початком робочої зміни ретельно оглядали спеціально навчені люди, які шукали і збирали отруйних комах, щоб вони не вкусили акторів або членів знімальної групи. Незважаючи на це, скорпіони і сколопендри зрідка забігали на знімальний майданчик. Актори, в перші дні бурхливо реагували на непрошених гостей, які досить швидко звикли до їх візитів, і коли траплялися подібні інциденти, спокійно перечікували, поки небезпечних тварюк приберуть.
- Знімали довгих дев'ять місяців у 40-градусну спеку з божевільною вологістю, під тропічними зливами — приємного мало. Харчуватися доводилося виключно тайською їжею — досить специфічною. Виконавець головної ролі Дмитро Ульянов зізнався: більше ніколи в Таїланд не поїде.[4]
- Сцену пожежі в бунгало необхідно було зняти з одного дубля, так як графік зйомок був дуже щільним. Але коли все вже було готове до роботи, було оголошено штормове попередження. Кінематографісти вирішили ризикнути, так як другої можливості поставити епізод у них просто не було. Зйомки пройшли успішно, і ледь пролунала команда «Знято!», хлинув тропічна злива і почалася сильна гроза.
- У серіалі звучить пісня «Маленький острів забутих людей» у виконанні популярної в Україні групи «Gouache».